# Forcipomyia alienus
Forcipomyia alienus är en tvåvingeart som beskrevs av Debenham 1987. Forcipomyia alienus ingår i släktet Forcipomyia och familjen svidknott. Inga underarter finns listade i Catalogue of Life.